# Lance Bass
James Lance Bass (Laurel, 4 de maio de 1979) é um cantor, ator, produtor de filmes e autor estadunidense de origem alemã. Ele cresceu no estado do Mississípi e fez parte da boy band americana N'Sync entre 1994 e 2004,.
Em 2023, Bass volta ao grupo, para o lançamento do single "Better Place", tema gravado para a promoção do filme Trolls Band Together, o primeiro single da boy band desde "Girlfriend" (2002).
Em 2006, Lance Bass assumiu-se homossexual. Em 2013, casou-se com o modelo americano Michael Turchim. O casal tem dois filhos.

## Filmografia
- "Longshot" Levando Vara (2000)
- "7th Heaven" como Rick Palmer (2000)
- "All That" (2000)
- "On the Line" (Na Linha do Trem) como Kevin Gibbons (2001) [4]
- "Zoolander" (2001)
- "Kingdom Hearts" como Sephiroth (dublagem) (2002)
- "Kim Possible" como Robbie (dublagem) (2004)
- "Higglytown Heroes" como Electrician Hero (dublagem para TV) (2004)
- "Cursed" (2005)
- "Robot Chicken" (2005)
- "Lovewrecked" como Dan (2005)
- "Handy Manny" como Elliot (dublagem) (2006)
- "I Now Pronounce You Chuck and Larry" (2007)
- "Tropic Thunder" (2008)
- "Drop Dead Diva" (2011) participação especial.